# СМС Кајзер Карл VI
СМС Кајзер Карл VI (SMS Kaiser Karl VI) био је оклопни крсташ аустроугарске ратне морнарице. Брод је поринут 1898. Носио је име по цару Светог римског царства Карлу VI.

## Историја
Брод је изграђен у бродоградилишту  Stabilimento Tecnoco Triestino у Трсту. Као основа за израду проекта коришћени су проекти оклопног крсташа Кајзерин унд Кенигин Марија Терезија и бојног брода преддреднота Хабзбург. Наоружање на броду било је исто као о код претходног оклопног крсташа, стим што су топови помоћне атриљерије имали дуже цеви, а изградила их је фабрика Шкода. Топови главне артиљерије су поручени код фабрике Круп и били су исти као и код оклопног крсташа Кајзерин унд Кенигин Марија Терезија.

## Спецификације
- Истиснина: 6300 Т
- Оклоп палубе: 64 mm
- Наоружање: 2 топа 238mm, 8 од 150mm, 16 од 47mm, 2 торпедне подводне цеви
- Брзина: 20 kn (37 km/h)
- Посада: 546 људи

## Техничке карактеристике
- Тежина:
  - 6.300 тона стандардни депласман
  - 6.950 тона пуни депласман
- Димензије:
  - Дужина: 117,90 метара
  - Ширина: 17,26 метара
  - Газ: 6.50 метара (средњи газ)
- Максимална брзина:
  - 20 kn (37 km/h)
- Погон: 16 котла Belleville, 13.560 КС
- Максимална даљина пловљења: 3.500 наутичких миља/ 10 kn (19 km/h)
- Количина горива: 820 тона угља
- Наоружање:
  - Главна артиљерија: 2 × 1 топ 240/35 mm
  - Помоћна артиљерија: 8 × 1 топ 150/40 mm
  - Малокалибарска артиљерија: 2 × 1 топ 70/15 mm, 12 × 1 топ 47/44 mm и 6 ×1 топ 47/33 mm
  - Торпедне цеви: 2 x 450 mm
- Оклоп:
  - Оклопни појас: 220 mm (максималан)
  - Палуба: 64 mm (максималан)
  - Артиљеријске куле 240 mm: 210 mm
  - Плоча крова на казамату: 150 mm
- Посада: 546 официра и морнара

## Служба
Након уласка у строј, Кајзер Карл VI постаје заставни брод такозване зимске флоте. Већи део 1902. и 1903. године оклопни крсташ штити интересе Аустроугарске империје на Далеком истоку. Током 1909. је заставни брод међународне флоте, која бомбардује Пиреј. На почетку Првог светског рата, брод је у саставу крстаричке флотиле и базира у Пули. У 1915. години се прабазира заједно са другим бродовима у Котор. У данима 30. - 31. децембар 1915. Каизер Карл VI пружа подршку препаду на луку Драч, који врше лака крстарица Хелголанд и 5 разарача. Након тога брод базира у Котор и тамо остаје до пред крај рата. Почетком 1918. године на оклопном крсташу избија побуна морнара, која је брзо угушена. Марта месеца 1918. брод је избрисан из списка борбене флоте и до краја рата служи као штабни брод у Шибенику. Након рата предат је Великој Британији, која га 1921. године продаје Италији за сечење.